# Crateroscelis
Crateroscelis era un gènere d'ocells de la família dels acantízids (Acanthizidae). A partir de 2019 i seguint els estudis de Norman et al. (2018), els tres membres que l'integraven estan inclosos en dos altres gèneres com es descriu a continuació:
- Crateroscelis murina - Espineta encaputxada (Origma murina).
- Crateroscelis robusta - Espineta robusta (Origma robusta).
- Crateroscelis nigrorufa - Espineta bicolor (Aethomias nigrorufus).